# The Grey (film)
(Tagline originale e italiana)
The Grey è un film del 2011 diretto da Joe Carnahan.
Film thriller di sopravvivenza e con protagonista Liam Neeson, tratto dal racconto Ghost Walker di Ian Mackenzie Jeffers, autore della sceneggiatura insieme al regista.

## Trama
John Ottway è un cacciatore che lavora per una compagnia petrolifera, in un impianto di estrazione in mezzo ai ghiacci dell'Alaska, con lo specifico compito di difendere gli operai dai numerosi lupi presenti nell'area. Apprestandosi a tornare a casa, per il turno di riposo, Ottway e i colleghi rimangono vittime di un incidente aereo: la parte posteriore dell'aereo e il tetto vengono distrutti e solo otto persone si salvano: John Ottway, Diaz, Hendrick, Talget, Hernandez, Flannery, Burke e Lewenden.
Lewenden muore subito dopo a causa delle gravi ferite mentre gli altri si preparano ad affrontare la gelida notte accendendo un fuoco e, mentre cercano la legna, Ottway nota un cadavere e un lupo che lo sta divorando e che a sua volta lo attacca senza esitazione. Il luogo, infatti, si rivela abitato da un branco di lupi grigi (da cui il titolo del film) per cui i sopravvissuti dell'incidente aereo organizzano dei turni di veglia.
La strategia, però, non funziona in quanto i lupi uccidono un altro superstite, Hernandez, proprio mentre stava vegliando e Ottway suggerisce di abbandonare quindi il luogo dell'incidente per dirigersi verso il più vicino bosco pensando di uscire dal territorio dei lupi, ma Diaz mette in dubbio la sua leadership. Decidono però di prendere prima i portafogli dei morti per poterli poi restituire alle rispettive famiglie, per cui Diaz trova un orologio da polso di emergenza con un radiofaro mentre Ottway ritrova il suo fucile ma ormai distrutto.
Il gruppo lascia il luogo dell'incidente, ma Flannery, rimasto indietro durante lo stremante cammino nella neve alta e con condizioni climatiche avverse, viene ucciso dai lupi. A notte ormai calata sono quasi giunti a destinazione, ma il branco di lupi si avvicina e i sopravvissuti si riuniscono tra gli alberi, accendendo un fuoco per allontanare gli animali. Diaz soccombe allo stress e minaccia Ottway con un coltello, ma viene rapidamente disarmato. Prima che possa scusarsi, viene attaccato da un lupo, che il gruppo riesce a uccidere e arrostire per il cibo. Ottway suppone che il lupo fosse un'omega inviata dal lupo alfa per testare il gruppo. Diaz, in segno di sfida, decapita il cadavere del lupo e lancia la testa verso il bosco, provocando il branco.
L'unica strategia che resta, proposta da Ottway, è quella di uccidere ad uno ad uno i membri del branco in qualche modo, facendo quello che i lupi stanno facendo a loro per cui costruiscono armi di fortuna. Nelle condizioni estreme si ha lo scontro tra due branchi, quello degli uomini e quello dei lupi, ma anche scontri interni per la leadership da entrambe le parti.
Il gruppo si rimette in cammino e poco dopo arriva una bufera di neve; il giorno dopo, un altro compagno, Burke, viene trovato morto perché colpito da ipossia e da ipotermia. Rimangono in vita Ottway, Diaz, Hendrick e Talget. Quando il gruppo tenta di superare un dirupo ed entrare nel bosco sottostante dall'altra parte, gli uomini fissano in modo precario una corda fabbricata da loro stessi, fermandone i capi tra un albero prima del dirupo e un altro nel bosco sottostante. Tutti riescono a superare il dirupo e a giungere, a una certa altezza, sui rami dell'albero dall'altra parte, con l'eccezione di Talget. Quest'ultimo, ferito alla mano, tenta di raggiungere l'altra parte in maniera precaria, ma rimane incastrato nella corda che si rompe, cade nel dirupo da una notevole altezza e viene finito dai lupi; i suoi compagni cercano di aiutarlo e, nel tentativo, Diaz cade dall'albero e si ferisce a un ginocchio.
I tre, quindi, continuano il viaggio. Dopo un lungo cammino, raggiungono un fiume dove Diaz si ferma stremato, chiedendo ai compagni di lasciarlo solo. Non appena i due lo abbandonano, questi viene raggiunto e ucciso dai lupi. Ottway e Hendrick passano attraverso il fiume, ma vengono attaccati dai lupi. Nel tentativo di sfuggire, i due superstiti si gettano nel fiume, ma a Hendrick si incastra il piede sotto un masso subacqueo che gli impedisce di risalire a respirare e, mentre Ottway cerca di salvarlo, Hendrick muore annegato.
Rimasto solo e infreddolito, Ottway continua il suo viaggio ritrovandosi, inavvertitamente, nel centro del territorio dei lupi della foresta e si rende conto troppo tardi di essere caduto nella tana del lupo: la squadra stava camminando proprio verso il pericolo, e non allontanandosi da esso. Circondato dai lupi e dal lupo alfa, Ottway guarda la foto della moglie nel suo portafoglio; tramite un flashback, si intuisce che ella sta morendo per via di una malattia terminale, e si comprende anche la parte introduttiva del film in cui lasciava una lettera alla moglie dove le annunciava il suicidio. Dopo aver recitato una poesia scritta da suo padre e rimastagli impressa nella memoria (corrispondente alla tagline del film), Ottway si scaglia contro il lupo alfa armato solo di coltello e di schegge di vetro di una bottiglia legate alla mano.
Dopo i titoli di coda è possibile vedere una scena extra dove si mostra il capobranco dei lupi giacere e respirare in modo lento, similmente al lupo abbattuto dal protagonista all'inizio della pellicola, ed è possibile scorgere la nuca di Ottway appoggiata sul fianco dell'avversario. Anche lui sembra vivo, lasciando così spazio a diverse interpretazioni da parte dello spettatore.

## Produzione
Il film vede il ritorno alla regia di Joe Carnahan dopo il film A-Team, in cui aveva già collaborato coi produttori Tony e Ridley Scott e con l'attore Liam Neeson. Le riprese sono incominciate nel gennaio 2011 e si sono concluse nel marzo dello stesso anno. Nonostante il film sia ambientato in Alaska, le riprese sono state effettuate in Columbia Britannica nel Canada.

## Distribuzione
Il primo teaser trailer ufficiale del film è stato distribuito a partire dal 21 settembre 2011 e il 1º dicembre è stato messo online il secondo trailer. Il 29 dicembre 2011 è stato distribuito online un terzo trailer della durata di un minuto e venti secondi e infine il 25 gennaio 2012 è stato messo online il red band trailer che presenta diverse scene inedite del film. Il trailer in lingua italiana è stato distribuito da Koch Media tramite YouTube l'11 novembre 2012. Il film è uscito in anteprima nelle sale statunitensi a partire dal 27 gennaio 2012.

## Riconoscimenti
- 2012 - Saturn Award
  - Candidatura a Miglior film horror/thriller
- 2012 - Golden Trailer Awards
  - Miglior thriller
- 2013 - Fangoria Chainsaw Awards
  - Miglior attore protagonista a Liam Neeson
  - Candidatura a Miglior attore non protagonista a Frank Grillo
  - Candidatura a Miglior film della grande distribuzione
  - Candidatura a Miglior colonna sonora a Marc Streitenfeld
- 2012 - Golden Schmoes Awards
  - Candidatura a Film più sottovalutato dell'anno
  - Candidatura a Sorpresa più grande dell'anno
  - Candidatura a Attore dell'anno a Liam Neeson